# Fanuc GE CNC Europe
Fanuc GE CNC Europe est une coentreprise de Fanuc (Japon) et General Electric (États-Unis). La compagnie propose aux constructeurs européens de machine-outil des CNC et des systèmes d'entrainement. Fanuc GE CNC Europe soutient également les utilisateurs finaux. Le siège principal se situe à Echternach (Luxembourg) et celle-ci est représentée par 13 filiales à travers l’Europe.